# Baj, Komárom-Esztergom
Baj  este un sat în districtul Tata, județul Komárom-Esztergom, Ungaria, având o populație de 2.692 de locuitori (2011). 

## Demografie
Componența etnică a satului Baj
     Maghiari (85,63%)
     Germani (13,59%)
     Necunoscut (0,32%)
     Alții (0,46%)
Componența confesională a satului Baj
     Romano-catolici (47,29%)
     Fără religie (17,5%)
     Reformați (6,91%)
     Atei (1,15%)
     Necunoscută (25,89%)
     Alte religii (2,41%)
Conform recensământului din 2011, satul Baj avea 2.692 de locuitori. Din punct de vedere etnic, majoritatea locuitorilor (85,63%) erau maghiari, cu o minoritate de germani (13,59%). Apartenența etnică nu este cunoscută în cazul a 0,32% din locuitori. Nu există o religie majoritară, locuitorii fiind romano-catolici (47,29%), persoane fără religie (17,5%), reformați (6,91%) și atei (1,15%). Pentru 25,89% din locuitori nu este cunoscută apartenența confesională.